# 汕头管巢蛛
汕头管巢蛛（学名：Clubiona swatowensis）为管巢蛛科管巢蛛属的动物。在中国大陆，分布于汕头等地。该物种的模式产地在汕头。